# Большие Багиши
Больши́е Ба́гиши (чув. Мăн Пакăш) — деревня в Ядринском районе Чувашской Республики. Входит в состав Старотиньгешского сельского поселения.

## География
Находится в западной части Чувашии, на расстоянии приблизительно 22 км на восток-юго-восток по прямой от районного центра города Ядрин.

## История
Известна с 1795 года, когда здесь было 12 дворов и 167 жителей. В 1859 году было учтено 32 двора и 160 жителей, в 1926 — 70 дворов, 325 жителей, в 1939—356 жителей, в 1979—210. В 2002 году было 58 дворов, в 2010 — 45 домохозяйств. В 2010 году действовал колхоз «Пучах».

## Население
Постоянное население составляло 160 человек (чуваши 97 %) в 2002 году, 123 в 2010.